# Plutarchia rigida
Plutarchia rigida är en ljungväxtart som först beskrevs av George Bentham, och fick sitt nu gällande namn av A. C. Smith. Plutarchia rigida ingår i släktet Plutarchia och familjen ljungväxter. Inga underarter finns listade i Catalogue of Life.